# نظرية علمية

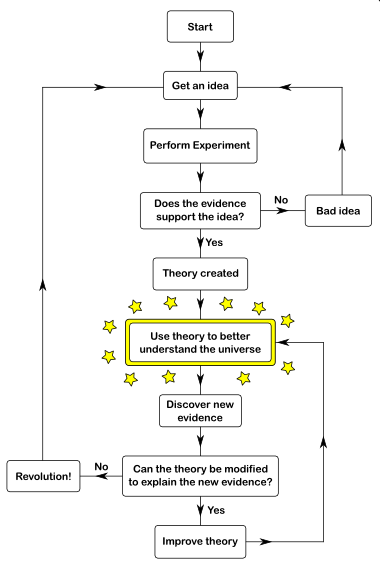

النظرية العلمية هي التفسير الأفضل للحقائق التي نشاهدها حولنا في الطبيعة والتي يجري الوصول إليها باستخدام الأساليب العلمية، والتي تختبر مراراً وتكراراً وتؤكد باستخدام الملاحظة والتجربة. النظريات العلمية هي الشكل الأكثر موثوقية، ودقة، وشمولاً للمعرفة العلمية.
من المهم جداً أن نفرق بين استخدام النظرية في مجال العلوم وبين استخدامها عند عامة الناس. وهو الخطأ الذي يقع فيه المعظم، فعند العامة تكون عادة بمعنى حدس أو رأي أو فرضية أو تنبؤ، وهذا الاستخدام هو النقيض لمعنى النظرية عند العلماء. يستخدم العلماء النظريات العلمية كأساس لاكتساب مزيد من المعرفة، ومن أجل تحقيق أهداف مثل اختراع التكنولوجيا أو علاج الأمراض. والمعرفة المكتسبة من خلال النظريات العلمية تعتبر استقرائية واستنباطية في الطبيعة، بمعنى أن لها قدرات تفسيرية وتنبؤية.
قال عالم الأحافير، والبيولوجيا التطورية، ستيفن جاي غولد: «الحقائق والنظريات هما أمران مختلفان، ولكنهما ليسا درجات في التسلسل الهرمي من ازدياد اليقين. الحقائق هي البيانات العالمية، بينما النظريات هي الهيكليات التي تشرح وتفسر هذه الحقائق.»

## النظريات باعتبارها نماذج
كان الموقف المهمين في فلسفة العلوم هو الرؤية المتلقاة received view للنظريات – وقد ساد هذا الموقف في التجريبية المنطقية خلال النصف الثاني من القرن العشرين. بيد أن هذه الرؤية استبدلت لاحقًا بالرؤية السيمانطيقية view semantic والتي تربط بين النظريات العلمية بالنماذج وليس بالافتراضات.
وتوضع النظريات في الغالب لكي تشرح وتصف الظواهر (مثل الجوامد غير الحية أو الأحداث أو سلوك الحيوان) وتتنبأ بها. ويمكن النظر للنظرية العلمية باعتبارها أحد النماذج التي تصف الواقع، كما يمكن النظر لعباراتها كمسلمات تنتمي لنظام مسلمات (أو بديهيات) معين. والهدف من وضع النظرية هو إنشاء نسق شكلي يكون الواقع هو النموذج الأوحد له. والعالم هو تفسير (أو نموذج) لهذه النظريات العلمية، ولكن بالقدر الذي تتسم فيه هذه العلوم بأنها صحيحة.

### الوصف والتنبؤ
أورد العالم الفيزيائي ستيفن هوكينغ في كتابه (تاريخ موجز للزمان) تعريفًا يمثل صدى لأفكار للفيلسوف كارل بوبر مؤداه أن «أي نظرية هي نظرية جيدة إذا ما لبت شرطين: الأول أن تصف بدقة مجموعة هائلة من المشاهدات وذلك على أساس نموذج يتضمن أقل قدر ممكن من العناصر العشوائية، والثاني هو أن تضع تنبؤات حاسمة عن نتائج المشاهدات المستقبلية». ثم يستطرد (هوكنج) قائلاً: «النظريات الفيزيائية تكون مؤقتة دائمًاً، بمعنى أنها لا تعدو أن تكون مجرد فرضيات لا يمكن إثباتها أبدًا. ومهما بلغ عدد المرات التي اتفقت فيها نتائج التجارب مع نظرية معينة، فلا يمكنك التيقن أبدًا من أن النتيجة في المرة التالية ستأتي غير متعارضة مع النظرية. ومن جهة أخرى، يمكنك تفنيد أي نظرية إذا ما عثرت ولو على مشاهدة واحدة لا تتفق مع تنبؤات النظرية». وعليه فإن كون النظريات «غير قابلة للإثبات وقابلة في الوقت ذاته للتكذيب» هو إحدى النتائج.

### أهمية الافتراضات في صياغة النظريات
ويتبنى هذه الرؤية الكاتب المعروف إسحاق أسيموف. ففي كتابه (فهم الفيزياء)، تحدث أسيموف عن النظريات كـ "حجج منطقية" يقوم المرء فيها باستنتاج «مخطط» أو نموذج. وتبدأ القضايا الجدلية أو النظريات دومًا انطلاقًا من بعض المقدمات – والتي يصفها (هوكنج) بأنها «عناصر عشوائية» (انظر عاليه) – والتي نصفها هنا بـ «الافتراضات». والافتراضات – وفقاً لأسيموف – هي...
... شيء نقبله بدون برهان، وليس من قبيل الدقة أن نصف فرضية معينة بأنها صحيحة أو خاطئة؛ ذلك أنه لا توجد طريقة لإثبات كونها صحيحة أو خاطئة (فإن وجدت هذه الطريقة، فلا يجوز عندئذٍ اعتبارها افتراض). ومن الأفضل النظر للافتراضات باعتبارها مفيدة أو غير مفيدة، وذلك اعتمادًا على مدى توافق الاستدلالات المستخرجة منها مع حقائق الواقع... ومن جهة أخرى، يبدو واضحًا أن الافتراضات هي النقاط الأضعف في أي حجة منطقية، حيث يلزم قبولها بناءً على إيمان بفلسفة علوم تستمد فخرها من جذورها العقلانية. ولأننا ملزمون بالبحث عن نقطة انطلاق معينة، فلا سبيل أمامنا سوى هذه الافتراضات، مع ضرورة الحرص على الانطلاق من أقل عدد ممكن من الافتراضات قدر الإمكان.

#### مثال من نظرية النسبية الخاصة
بوسعنا أن نرى مثالاً على استخدام الافتراضات في صوغ النظريات من الأسلوب الذي صاغ به ألبرت أينشتاين نظريته للنسبية الخاصة. حيث اتخذ ظاهرتين تم مشاهدتهما – الملاحظة الأولى أن «إضافة السرعات» أمر جائز (تحويل جاليليو )، وأن الضوء لا تنطبق عليه خاصية «إضافة السرعات» (تجربة ميكلسون ومورلي). وقد افترض (آينشتاين) صحة المشاهدتين، وصاغ نظريته بناء على هذه الافتراضات، وذلك بإجراء تغيير بسيط على تحويل جاليليو لاستيعاب غياب خاصية إضافة السرعات فيما يتعلق بسرعة الضوء. ومن ثم فإن النموذج الذي أنشأته هذه النظرية يقوم بالتالي على افتراض ثبات سرعة الضوء.

#### مثال من بطليموس
يمكن أن نرى مثالاً آخر على كون النظريات نماذج من النظريات الخاصة بمنظومة دوران الكواكب. فقد صاغ الإغريق نظريات دوّنها العالم الفلكي (بطليموس. وكانت الأرض وفقًا للنموذج البطليموسي تشغل مركز المنظومة، فيما كانت بقية الكواكب والشمس تتخذ أفلاكًا دائرية حولها، أما النجوم فكانت تتوزع على قبة كروية تقع خارج أفلاك الكواكب والأرض. ووفق هذا النموذج، فسّر (بطليموس) الحركة التراجعية للكواكب بأنها نتيجة وجود أفلاك دائرية أصغر للكواكب الدائرة حول الأرض. ويمكن توضيح هذه النظرة كنموذج، بل ويمكن صياغتها حرفيًا. ويمكن وضع الحسابات الرياضية التي تتنبأ على قدر كبير من الدقة بالموضع الذي تتخذه الكواكب بعد زمن معين. وقد ظل نموذج بطليموس هو النموذج السائد لقرابة 1500 عامًا حتى مجيء عصر كوبرنيكوس. وبذلك نرى أن النظرية هي عبارة عن «نموذج للواقع» يشرح بعض الحقائق العلمية المعينة؛ إلا أنها قد لا تعطي رغم ذلك صورة مرضية عن الواقع. فقد تنشأ نظرية أخرى أكثر مقبولية تحل محل النموذج السابق، على غرار ما حدث عندما حلت نظرية كوبرنيكوس محل نظرية بطليموس. أو قد تُستخدم نظرية جديدة لتعديل نظرية أقدم، مثلما فعل (آينشتاين) عندما عدّل الميكانيكا النيوتونية (والتي لا تزال تُستخدم إلى اليوم لحساب أفلاك الكواكب أو وضع نماذج بمسارات السفن الفضائية) بنظريته النسبية.

### الفرق بين النظرية والنموذج
ويقع في القلب من النماذج، من النماذج العامة وحتى النماذج المقياسية، توظيف عملية التمثيل representation لكي تصف جوانب معينة من إحدى الظواهر أو شكل للتفاعل بين مجموعة من الظواهر. فمثلاً، لا يمكن القول بأن النموذج المقياسي سواء لمنزل أو لمجموعة شمسية هو نفسه المنزل أو النظام الشمسي الحقيقي؛ فالأصح منه أن نقول بأن بعض الجوانب الخاصة بالمنزل أو النظام الشمسي الفعلي والممثلة في النموذج المقياسي إنما تمثل فقط، وفي إطار محدود معين، الكيان الفعلي الواقعي. أما في إطار معظم الجوانب المهمة، فهذا النموذج المقياسي للمنزل ليس هو المنزل الفعلي. وقد صرح عدة معلقين (E.G., Reese & Overton 1970; Lerner, 1998; Lerner & Teti, 2005، وذلك في إطار الحديث عن نمذجة السلوك البشري، أن الفارق الأكثر أهمية بين النظريات والنماذج يكمن في أن الأولى تشرح وتصف، فيما الثانية يقتصر دورها فقط على التفسير (بيد أنها تظل قادرة على التنبؤ وإن يكن بشكل محدود). أما النماذج والنظريات العامة، ووفقًا للفيلسوف ستيفن بيبر (1948) – والذي وضع هو الآخر تمييزًا بين النظريات والنماذج – فيُتَنَبَأ بها بناء على استعارة جذرية root hypothesis تقوّض الكيفية التي يقوم بها العلماء بوضع نظرياتهم ونمذجة أي ظاهرة، والوصول بذلك إلى فرضيات قابلة للاختبار. وقد درجت العلوم الهندسية على الفصل والتمييز بين «النماذج الرياضية» و«النماذج الفيزيائية».

### المعايير الأساسية
إن أبرز ما يسم أي نظرية علمية هو أنها تضع تنبؤات قابلة للتكذيب أو للاختبار. وصحة هذه التنبؤات ودقتها هي التي تحدد مدى فائدة النظرية. فأي نظرية لا تضع تنبؤات يمكن ملاحظتها ومشاهدتها لا تكون نظرية مفيدة. كذلك فالتنبؤات التي لا تتناول جوانب محددة يمكن إخضاعها للاختبار ليست مفيدة بالمثل. وفي كلا الحالتين، لا يجوز استخدام مصطلح «نظرية».
ومن الناحية التطبيقية، لا يطلق لفظ «نظرية» على أي مجموعة توصيفية من المعارف إلا إذا تضمنت حدًا أدنى من الأسس الإمبريقية، وذلك وفقًا لمعايير معينة، وهي:
- أن تحقق شرط الاتساق مع إحدى النظريات السابقة، وإلى الحد الذي تكون فيه هذه النظرية مؤكدة تجريبيًا، وذلك بالرغم من أن النظرية الجديدة ستظهر في الغالب عدم دقة النظرية القديمة.
- أن تؤيدها الكثير من الأدلة، وليس دليلاً واحدًا، وبما يضمن أنها تمثل مقاربة جيدًا، إن لم تكن صحيحة كليةً.

### المعايير غير الأساسية
أضف إلى ذلك، لا تؤخذ أي نظرية على محمل الجد إلا إذا:
- كانت مؤقتة وقابلة للتصحيح وتتسم بالدينامية من ناحية قدرتها على استيعاب أي تغييرات جديدة مع تكشف المزيد من الحقائق، لا أن تدعي استحواذها على اليقين المطلق.
- أن تكون من بين أكثر التفسيرات شحًا في التفاصيل وأكثرها بساطة – أي تجتاز اختبار نصل أوكام Occam's razor. (نظرًا لعدم وجود تعريف موضوعي متفق عليه لمعنى كلمة «شُحْ» هنا، فليس هذا بمعيار صارم، ولكن هناك بصفة عامة بعض النظريات الأكثر اقتصادًا في التفاصيل من غيرها).

وتصح المعايير السابق على عدد من النظريات المشهورة مثل نظرية النسبية العامة والخاصة وميكانيكا الكم وحركة الصفائح التكتونية الخ. فالنظريات التي تُعد علمية تحقق على الأقل معظم، إن لم يكن كل، هذه المعايير.
ولا يُشترط في النظريات أن تبلغ مستويات مثالية من الدقة لكي تكون مفيدة علميًا.
- فمن المعروف أن التنبؤات التي تضعها الميكانيكا الكلاسيكية غير دقيقة، بيد أنها تمثل مقاربات جيّدة كافية في معظم الظروف وبما يجعلها تظل على فائدتها العظيمة واستخداماتها العريضة أمام النظريات الأكثر دقة ولكنها الأكثر صعوبة رياضيًا.
- وفي الكيمياء، هناك الكثير من النظريات الخاصة بالأحماض والقواعد، والتي برغم أنها تقدم نظريات شديدة التباين حول الخصائص التي تجعل الأحماض أحماضًا والقواعد قواعد، إلا أنها ذات فائدة عظيمة للغاية في وصف الظواهر الخاصة ببعض التفاعلات الكيميائية المعينة والتي تندرج تحت مفهوم «التفاعل بين الأحماض والقواعد». ومن منظور معين، لا نجد تعريفًا دقيقًا لفكرة «التفاعلات العمومية بين الأحماض القواعد»، ومن ثم فإن النظريات التي أقيمت عليها كيمياء الأحماض والقواعد هي نظريات «غير دقيقة»؛ ولكنها برغم ذلك تظل نظريات علمية مُفيدة.

### المعايير التي تحدد ‘علمية’ نظرية معينة
ذكر الفيلسوف (كارل بوبر) سمات النظرية العلمية على النحو التالي:
1-	من السهل الحصول على تأكيدات أو براهين لكل النظريات تقريبًا – وذلك إذا كنا نفوسنا تتطلع لهذه التأكيدات.
2-	لا يكون للتأكيدات أهمية إلا إذا جاءت نتيجة لتنبؤات تتسم بالمجازفة؛ بمعنى أنه إذا لم تنر النظرية بصيرتنا بخصوص التوصل لنتائج معينة، كان علينا أن نتوقع حدثًا غير متوافق مع النظرية – أي حدث له أثره في تفنيد النظرية.
3-	إن كل نظرية علمية «جيدة» تحظر حدوث أشياء معينة، وكلما ازداد عدد الأشياء التي تحظرها النظرية، كلما كانت أفضل.
4-	النظريات غير القابلة للتفنيد بواسطة حدث معين قابل للإدراك، فإنها تكون نظريات غير علمية. والتفنيد هنا ليس فضيلة للنظرية (كما يعتقد الناس) بل هو نقيصة.
5-	كل محاولة اختبار أصيلة للنظرية هو محاولة لتكذيبها أو لتفنيدها. وهذه القابلية للاختبار testability هي نفسها القابلية للتكذيب؛ بيد أن هناك درجات من القابلية للاختبار: فبعض النظريات تكون أكثر قابلية للاختبار وأكثر عُرضة للتفنيد عن نظريات أخرى؛ وبالتالي فإنها تتحمل مجازفات أكبر.
6-	لا تكون البراهين المؤكِّدة مهمة إلا إذا ترتبت على عملية اختبار أصيلة للنظرية؛ وهذا يعني أنه من الممكن طرحها كمحاولة جادة ولكن غير ناجحة لتكذيب النظرية (أنا هنا أتحدث عن حالات من «البراهين المؤيدة أو المكملة»)
7-	بعض النظريات القابلة للاختبار يظل المعجبون بها على اعتناقهم لها حتى عندما يُكتشف أنها مزيفة – حيث يطرحون مثلاً افتراضات إضافية تواءم الوضع الجديد للنظرية، أو يعيدون تفسيرها أيضًا بما يتوافق مع الحقائق الجديدة، وبشكل يتلافى التفنيد. وهذا الإجراء يكون ممكنًا دائمًا، ولكنه ينقذ النظرية من التفنيد على حساب تدمير، أو على الأقل تقليل، وضعيتها العلمية. (وستجدوني أصف لاحقًا عملية الإنقاذ تلك بأنها محاولة التفاف أو خديعة لإثبات القديم).
ويمكن تلخيص كل سابق بالقول بأن بوبر يرى أن المعيار الذي يحدد الحالة العلمية لأي نظرية يكمن في قابليتها للتكذيب أو التفنيد أو الاختبار.
بيد أن عددًا من الفلاسفة ومؤرخي العلوم قد ذهبوا إلى خطأ  تعريف (بوبر) للنظريات كمجموعة من العبارات القابلة للتكذيب، ومنهم فيليب كيتشر الذي علل ذلك بأنه إذا أخذ المرء رؤية (بوبر) لمعنى «النظرية» على محمل صارم، لأدت الملاحظات عن كوكب أورانوس عندما اُكْتُشِف لأول مرة في 1781 إلى «تكذيب» ميكانيكا الأجرام السماوية لنيوتن. إلا أن ما حدث أن العلماء افترضوا أن ثمة كوكب آخر كان يؤثر على مدار أورانوس – وقد ثبتت صحة هذا التنبؤ في النهاية.
إلا أن (كيتشر) يتفق مع (بوبر) في أن«من المؤكد أن هناك شيءًا من الصحة في فكرة أن أي علم لا يمكنه أن ينجح إلا إذا كان بإمكانه أن يفشل». كما أخذ في الاعتبار أيضاً انتقادات (هيمبل) و (كوين) لـ (بوبر)، والتي مؤداها أن النظريات العلمية تشتمل على عبارات لا يمكن تكذيبها (ربما تكون ما قصده هوكنج من حديثه عن ‘العناصر العشوائية’)، وأن النظريات الجيدة يجب كذلك أن تكون مبتكرة. ويصر (كيتشر) على أن تكون نظرتنا للنظريات العلمية كـ «مجموعة محكمة من العبارات»، والتي بعضها غير قابل للتكذيب، فيما البعض الآخر – والتي يطلق عليها اسم «الفرضيات المساعدة» – هي كذلك.
وفي ضوء أفكار (كيتشر)، ينبغي أن تتوافر في النظريات العلمية الجيدة الخصائص الثلاث التالية:
1- الوحدة: «يجب أن يكون العلم موحّدًا... والنظريات الجيدة تتكون من إستراتيجية واحدة فقط للحل، أو مجموعة صغيرة من استراتيجيات الحل، والتي يمكن أن تنطبق على مجموعة كبيرة من المشكلات» (1982:47)
2- الخصوبة والإثمار: «أي نظرية علمية عظيمة، مثل نظرية نيوتن، تفتح مجالات جديدة للبحث العلمي... وذلك لأن أي نظرية تقدم طريقة جديدة للنظر إلى العالم، ويمكن أن تقودنا إلى طرح أسئلة جديدة، ومن ثم تدفعنا إلى العمل على فروع جديدة ومثمرة من البحث العلمي... وعادة، يكون أي علم مزدهر ناقصًا. ففي أي لحظة يطرح أي علم تساؤلات تفوق قدرته على الإجابة عليها. ولكن هذا النقص هنا ليس عيبًا. فعلى العكس نجده مصدرًا لخصوبة العلم وقدرته على الإنتاج... النظرية الجيدة يجب أن تكون منتجة؛ أي ينبغي أن تطرح أسئلة جديدة وتفترض إمكانية إجابة هذه التساؤلات بدون التخلي عن استراتيجياتها للحل» (1982: 47-48).
3- الفرضيات المساعدة القابلة للاختبار بشكل مستقل: «ينبغي أن تكون أي فرضية مساعدة قابلة للاختبار بشكل مستقل عن المعضلة التي وضعت لحلها، وبشكل مستقل عن النظرية التي صُمّمت لإنقاذها» (1982:46) (مثلما أن الدليل على وجود نبتون مستقل عن الشذوذ في مدار أورانوس).
وعلى غرار تعريفات أخرى للنظريات، ومنها تعريف (بوبر)، يوضح (كيتشر) أن أي نظرية جيدة تتضمن عبارات لها «تبعات من ناحية الملاحظة»، على حد تعبيره. ولكن، على غرار أشكال عدم الانتظام في مدار أورانوس، لا يعتبر التكذيب سوى واحد فقط من التبعات الممكنة للملاحظة. ويعد إنتاج الفرضيات الجديدة تبعة أخرى ممكنة للملاحظة – وعلى نفس الدرجة من الأهمية.

## في الفيزياء
في علم الفيزياء، تُستخدم كلمة (نظرية) بصفة عامة للإشارة إلى إطار رياضي – مستمد من مجموعة صغيرة من المُسلّمات الأساسية (عادة تناظرات 0 على غرار تساوي المواقع في المكان أو في الزمن، أو هوية الإلكترونيات، الخ) – قادر على إنتاج تنبؤات تجريبية لفئة معينة من الأنظمة الفيزيائية. وأبرز الأمثلة على ذلك الكهرومغناطيسية الكلاسيكية، والتي تشتمل على النتائج المشتقة من التناظر القياسي gauge symmetry (ويُسمّى أحيانًا ‘ثبات المقاييس’) على هيئة مجموعة قليلة من المعادلات يطلق عليها معادلات ماكسويل. لاحظ أن الجوانب النظرية المعينة لنظرية الكهرومغناطيسية الكلاسيكية، والتي استمر العمل بها بنجاح لأكثر من قرن، يطلق عليها اسم «قوانين الكهرومغناطيسية»، وهو ما يوضح أنها تعتبر اليوم في عداد المسلمات. وضمن نظرية الكهرومغناطيسية عموماً، نجد عدد هائل من الفرضيات تتناول كيفية انطباق الكهرومغناطيسية على عدد من الأوضاع المحددة. والكثير من هذه الفرضيات تعتبر نالت كفايتها من الاختبار، مع نشوء فرضيات جديدة لا تزال قيد الإعداد وربما لم يختبرها أحد بعد. ومن الأمثلة على تلك الأخيرة قوة التفاعلات الإشعاعية، حيث لم يمكن مطلقًا ملاحظتها بشكل مباشر، ولكن تأثيرها على الحركة الدورية للشحنات – وذلك على فترة زمنية متوسطة – يمكن اكتشافه في معجّلات السنكروترونز synchrotrons. ويبحث بعض العلماء حاليًا إمكانية تصميم تجارب قادرة على كشف آثار هذه القوة على المستوى اللحظي (وليس على المتوسط الزمني لفترات الحركة الدورية).

## التعريف التربوي للنظريات
في المؤلفات التعليمية أو في الإعلانات الرسمية للهيئات والمؤسسات العلمية، تنتشر تعريفات للنظريات على غرار التعريف التالي:
فوفقاً لأكاديمية العلوم الوطنية الأمريكية،

يختلف التعريف الرسمي للنظرية تمامًا عن المعنى اليومي لها. حيث يُقصد بالكلمة أي تفسير شامل لظاهرة معينة من ظواهر الطبيعة وتؤيدها مجموعة كبيرة من الأدلة. وهناك الكثير من النظريات العلمية التي تتسم برسوخ هائل يجعل من غير المحتمل أن تظهر أدلة جديدة تؤدي لإدخال تعديلات هائلة فيها. فمثلاً، لا توجد أدلة جديدة يمكنها أن تظهر أن الأرض لا تدور حول الشمس (نظرية الشمس المركزية) أو أن الكائنات الحية غير مكونة من خلايا (نظرية الخلية)، أو أن المادة لا تتألف من ذرّات، أو أن سطح الأرض غير مقسم إلى صفائح صلبة تحركت على مدار فترات زمنية جيولوجية (نظرية حركة الصفائح التكتونية). ومن بين السمات المفيدة للنظريات العلمية إمكانية استخدامها لوضع تنبؤات حول الأحداث أو الظواهر الطبيعية التي لم تجر ملاحظتها بعد.
وطبقًا لهذا التعريف، يجب على أي نظرية أن تؤيدها جيدًا مجموعة من الأدلة. كما أن كلمة «نظرية» لا تلائم وصف الفرضيات غير المختبرة ولكنها معقدة، أو حتى وصف النماذج العلمية. وقد يجد المعنيون بالعلوم التعريف السابق مفيدًا عند تقييم صلاحية و/أو كفاءة نظرية من النظريات.

## معنى كلمة (نظري)
في لسان العرب، وتفاسير المعاني القديمة:
> النَّظر: هو التأمُّل، والتفكّر، والاستدلال بالعقل
والنظرية: هي فكرة عقلية اجتهادية، يُنظَر فيها، ولا تعتمد على المشاهدة فقط.
أي أن "النظرية" في أصلها ليست شيئًا يقينيًا، بل:
نتيجة تفكير وتدبر
قابلة للنقاش والاختلاف
تُنتج من خلال العقل والمنطق، لا من خلال الحس فقط. 

## القوانين العلمية
تشبه القوانين العلمية النظريات العلمية من حيث أنها قواعد يمكن استخدامها للتنبؤ بسلوك العالم الطبيعي. وكلا من القوانين العلمية والنظريات العلمية تأتي في العادة مدعومة بالملاحظات و/أو الأدلة التجريبية. وعادة ما تشير القوانين العلمية إلى القواعد التي تحكم سلوك الطبيعية تحت ظروف وشروط معينة. أما النظريات العلمية فهي تفسيرات أكثر شمولية لطريقة عمل الطبيعة وتعليل السبب وراء إبداءها لخصائص معينة.
ومن الاعتقادات الخاطئة الشائعة أن النظريات العلمية هي أفكار ابتدائية ستستقر في النهاية في صورة قوانين علمية بعدما تتوافر البيانات والدلائل الكافية عليها. ولكن النظريات لا تتحول إلى قوانين علمية لمجرد تراكم أدلة جديدة أو أدلة أفضل. فالنظرية ستظل نظرية دائمًا، والقانون سيظل قانوناً دائمًا.